# Tunnel di Guadarrama
Il tunnel di Guadarrama è il tunnel ferroviario più lungo della Spagna nonché il quarto d'Europa. Iniziato nel 2002, è entrato in servizio il 22 dicembre 2007. Nella sua costruzione hanno lavorato contemporaneamente fino a 4 000 persone.
I due tubi di cui è composto (uno per senso di marcia) attraversano la Sierra di Guadarrama dal municipio di Miraflores de la Sierra ad un'altezza di 998 fino ai dintorni della città di Segovia, ad un'altezza di 1 114 m. La pendenza massima è di 15 mm/m, il punto più alto all'interno della galleria invece è à 1 200 metri. La copertura massima è di 992 metri sotto il Pico de Peñalara.
Le TBM hanno estratto dai tunnel 4 milioni di metri cubi di materiale, ogni tubo è lungo circa 28 km, dal diametro di 9,5 m e distante dall'altro 30 metri. Ci sono gallerie trasversali, fra i due tubi, ogni 250 metri, ed una stazione a metà galleria, con spazio per 1 200 persone in caso di emergenza. La velocità massima raggiungibile dai treni è di 350 km/h.
Situato sulla ferrovia ad alta velocità Madrid-Segovia-Valladolid, questo tunnel porterà il viaggio dalla capitale spagnola a Valladolid a soli 50 minuti, e a Segovia a 20 minuti. Su questa linea circoleranno però anche treni per Galizia, Asturie, Cantabria, Paesi Baschi e per il sud ovest francese.

## Dati
- Lunghezza: 28 407,70 metri tubo ovest; 28 418,66 metri tubo est
- Diametro di scavo dei tubi 9,45 m.
- Diametro interno (con rivestimento): 8,50 m.
- Distanza fra i due tubi: 30 m.
- Costo (di progetto): 1 219 milioni di euro.